# Zálezlice
Zálezlice (en allemand : Saleslitz) est une commune du district de Mělník, dans la région de Bohême-Centrale, en Tchéquie. Sa population s'élevait à 408 habitants en 2020.

## Géographie
Zálezlice se trouve à 5,5 km au sud-ouest de Mělník et à 24,5 km au nord de Prague.
La commune est limitée par Lužec nad Vltavou et Hořín au nord, par Obříství à l'est, par Chlumín et Újezdec au sud et par Hostín u Vojkovic et Vojkovice à l'ouest.

## Histoire
La première mention écrite de la localité date de 1300.

## Administration
La commune se compose de trois quartiers :
- Zálezlice
- Kozárovice
- Zátvor

## Transports
Par la route, Zálezlice se trouve à 16 km de Mělník et à 37 km du centre de Prague.